# Elmo Zumwalt
Elmo Russell "Bud" Zumwalt Jr. (29 de noviembre de 1920 - 2 de enero de 2000) fue un oficial de la Armada de los Estados Unidos y la persona más joven en servir como Jefe de Operaciones Navales. Como almirante y más tarde como 19.º Jefe de Operaciones Navales, Zumwalt jugó un papel importante en la historia militar de Estados Unidos, especialmente durante la Guerra de Vietnam. Zumwalt, un veterano de guerra condecorado, reformó las políticas de personal de la Marina de los Estados Unidos en un esfuerzo por mejorar la vida de los alistados y aliviar las tensiones raciales. Después de retirarse de una carrera naval de 32 años, lanzó una campaña infructuosa para el Senado de los Estados Unidos. Murió el 2 de enero de 2000 a causa de mesotelioma.
Años después, una serie de destructores estadounidense conocida como clase Zumwalt llevaría su apellido.